# 덕계역
덕계역(德溪驛, Deokgye station)은 경기도 양주시 덕계동에 있는 수도권 전철 1호선의 철도역이다.
이 역은 덕정역과 양주역간 긴 역간거리를 보완하고 인근 주민들에게 편의를 제공하기 위해 건설하였으나 역사 주변 주민들에 대한 보상 문제로 인해 착공이 늦어져, 2006년 12월 15일에 경원선 소요산~의정부구간 복선 전철 개통 당시에는 미개통 상태였다가 2007년 12월 28일에 개통되었다.

## 역사
- 2007년 12월 28일 : 수도권 전철 1호선 역 신설과 함께 영업 개시
- 2012년 7월 3일 : 경동대학교 역명 부기
- 2015년 5월 10일 : 부역명 삭제

## 역 구조
2면 2선의 상대식 승강장이다. 출구는 2개다. 현재 스크린도어가 설치되어 있다

### 승강장
| ↑양주 |
| \| １ |
| 덕정↓ |

| 1 | ● 수도권 전철 1호선 | 동두천 · 소요산 · 연천 방면                 |
| 2 | ● 수도권 전철 1호선 | 광운대 · 청량리 · 서울역 · 구로 · 인천 방면 |

## 교육
- 덕계고등학교
- 덕계중학교
- 덕계초등학교
- 덕산초등학교
- 도둔초등학교

## 역 주변
- 서울우유협동조합 양주공장
- 현대아파트
- 윤중아파트
- 대우 푸르지오 아파트
- 한승아파트
- 현진에버빌

## 이용객 변동
2007년 자료는 개통일인 2007년 12월 28일부터 12월 31일까지인 4일 기준으로 환산한 것이다.
| 노선  | 노선 | 일평균 인원수 (명/일) | 일평균 인원수 (명/일) | 일평균 인원수 (명/일) | 일평균 인원수 (명/일) | 일평균 인원수 (명/일) | 일평균 인원수 (명/일) | 일평균 인원수 (명/일) | 일평균 인원수 (명/일) | 일평균 인원수 (명/일) | 일평균 인원수 (명/일) | 각주                  | 각주                  | 각주  |
| 노선  | 노선 | 2000년                | 2001년                | 2002년                | 2003년                | 2004년                | 2005년                | 2006년                | 2007년                | 2008년                | 2009년                | 각주                  | 각주                  | 각주  |
| ----- | ---- | --------------------- | --------------------- | --------------------- | --------------------- | --------------------- | --------------------- | --------------------- | --------------------- | --------------------- | --------------------- | --------------------- | --------------------- | ----- |
| 1호선 | 승차 | 미개통                | 미개통                | 미개통                | 미개통                | 미개통                | 미개통                | 미개통                | 1,224                 | 1,866                 | 2,131                 | [ 1 ]                 | [ 1 ]                 | [ 1 ] |
| 1호선 | 하차 | 미개통                | 미개통                | 미개통                | 미개통                | 미개통                | 미개통                | 미개통                | 1,301                 | 1,759                 | 2,015                 | [ 1 ]                 | [ 1 ]                 | [ 1 ] |
| 노선  | 노선 | 일평균 인원수 (명/일) | 일평균 인원수 (명/일) | 일평균 인원수 (명/일) | 일평균 인원수 (명/일) | 일평균 인원수 (명/일) | 일평균 인원수 (명/일) | 일평균 인원수 (명/일) | 일평균 인원수 (명/일) | 일평균 인원수 (명/일) | 일평균 인원수 (명/일) | 일평균 인원수 (명/일) | 일평균 인원수 (명/일) | 각주  |
| 노선  | 노선 | 2010년                | 2011년                | 2012년                | 2013년                | 2014년                | 2015년                | 2016년                | 2017년                | 2018년                | 2019년                | 2020년                | 2021년                | 각주  |
| 1호선 | 승차 | 2,202                 | 2,306                 | 2,275                 | 2,204                 | 2,267                 | 2,251                 | 2,210                 | 2,220                 | 2,127                 | 2,396                 | 2,075                 | 2,482                 | [ 1 ] |
| 1호선 | 하차 | 2,038                 | 2,095                 | 2,073                 | 2,038                 | 2,127                 | 2,125                 | 2,042                 | 2,046                 | 1,961                 | 2,101                 | 1,858                 | 2,261                 | [ 1 ] |

## 인접한 역
| 경원선             | 경원선                               | 경원선             |
| ------------------ | ------------------------------------ | ------------------ |
| 105 덕정 연천 방면 | ● 수도권 전철 1호선 경원-경인선 완행 | 107 양주 인천 방면 |